# 曼图霍特普
名为曼图霍特普（Mentuhotep）的古埃及法老有：
- 曼图霍特普一世
- 曼图霍特普二世
- 曼图霍特普三世
- 曼图霍特普四世

|  | 这是一个同类索引条目，列出擁有相同或近似名稱的同類型項目。 若您循內部連結來到此頁面，請考慮修正該，將其指向正確的條目。 |